# Костел Непорочного Зачаття Пресвятої Діви Марії (Залізці)
Костел Непорочного Зачаття Пресвятої Діви Марії в Залізцях — римсько-католицька церква в смт Залізцях Тернопільської области України.

## Відомості
- 1538 — збудований (матеріал — пісковик) та освячений.
- 1547 — за сприянням родини Каменецьких засновано парафію.
- 1730 — перебудований коштом Юзефа Потоцького в бароковому стилі, який освятили в 1738 році.
- 1925 — вдруге перебудований. Нині — у стані глибокої руїни.
- 1889 — збудовано каплицю для закладу сестер-шариток св. Вікентія де Поля, яку за радянської влади використовували, як склад. У 1994 році повернута римо-католикам.